# 13.ª División de Montaña SS Handschar
La 13.ª División de Montaña SS Handschar o 13. Waffen-Gebirgs-Division der SS Handschar (1.ª Croata y Bosnia) [pronúnciese "jánchar", que en croata significa "sable"] fue una división de las Waffen-SS formada en 1943 por voluntarios musulmanes de Croacia y Bosnia-Herzegovina, que combatió durante la Segunda Guerra Mundial junto a la Alemania nazi, participando especialmente en las luchas contra las guerrillas partisanas de Josip Broz Tito.

## Historial

### Formación
La División Handschar quedó constituida el 10 de febrero de 1943, formada por voluntarios musulmanes procedentes de Croacia y Bosnia-Herzegovina. El núcleo de la División fue la  Legión Hadžiefendić o Legión Musulmana, una milicia paramilitar de Bosnia adscrita a la Guardia Nacional Croata (NDH) y basada en la región predominantemente musulmana de Tuzla. El sobrenombre de la unidad, "Handschar" (Handzar en serbocroata), deriva de la cimitarra, la típica espada curva de origen turco que aparece como símbolo de la División.
Desde el otoño de 1942 Heinrich Himmler y Gottlob Berger ya habían estudiado la posibilidad de enrolar en las SS a voluntarios musulmanes procedentes de los Balcanes. Tras la aprobación por parte de Hitler, el SS-Obergruppenführer Artur Phleps y Amin al-Husayni, dirigente nacionalista árabe palestino y líder religioso musulmán, dieron inicio a las operaciones de reclutamiento para la formación de la unidad.
De este modo, a principios de 1943 ya habían sido reclutados 21.065 hombres, mayoritariamente de confesión musulmana, y además, como caso extraño en las unidades de las SS, la División había igualmente reclutado un imán por cada batallón y un mulá por cada uno de sus regimientos; otra de las peculiaridades de la División, referida a su uniforme, era su característico fez de color verde.

### Revuelta de Villefranche-de-Rouergue

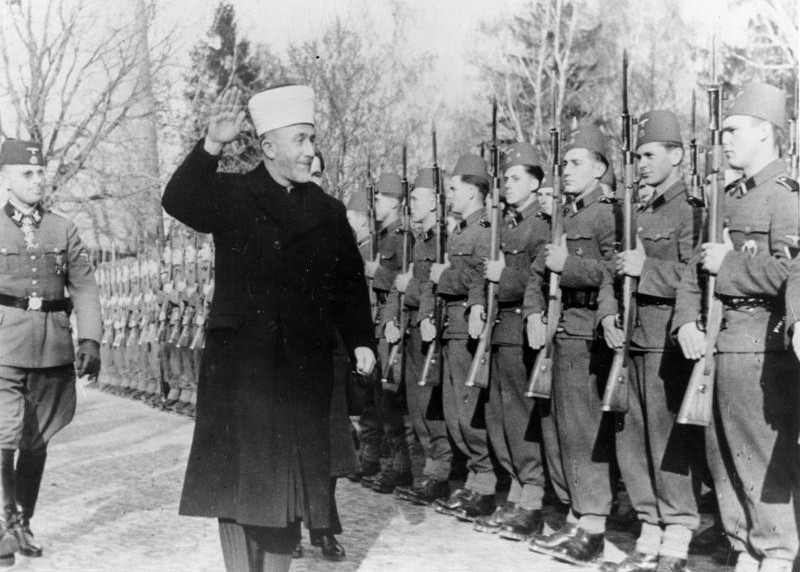
El líder palestino Amin al-Husayni pasando revista a las tropas bosnias de la División Handschar de las SS.

El 17 de septiembre de 1943, un grupo de soldados bosníacos al mando de Ferid Dzanic protagonizaron el motín de Villefranche-de-Rouergue, localidad del sur de Francia. Fue el único motín registrado en las unidades de las SS en toda su existencia. Los soldados amotinados capturaron a la mayoría de los alemanes y ejecutaron a cinco oficiales. Aparentemente, los amotinados creyeron que la mayoría de los soldados de la unidad iban a unirse a su causa y que de esa forma iban a llegar a las posiciones de los Aliados.
La revuelta fue sofocada gracias a la mediación engañosa del imán Halim Malkoc y de un tal doctor Schweiger. Unos 20 rebeldes resultaron muertos o ejecutados por un proceso sumarísimo después de sofocarse la revuelta.
Los alemanes estaban convencidos de que la revuelta fue obra de "comunistas infiltrados". Inmediatamente después de terminar con la rebelión, purgaron la unidad. Cerca de 1000 soldados fueron declarados "inadecuados" o "políticamente inadecuados" para la unidad y enviados a Alemania para "servicios de trabajo". Unos 265 rechazaron el traslado y fueron internados en el campo de concentración de Neuengamme, donde la mayoría murieron. Irónicamente, cuando Villefranche-de-Rouergue fue liberada de la ocupación nazi en 1944, la ciudad nombró una de sus calles como la "Avenida de los Croatas", en memoria de los rebeldes que protagonizaron el motín. Según Louis Erignac, Villefranche-de-Rouergue fue la primera ciudad liberada de la Francia ocupada por los nazis.

### Retorno a los Balcanes
Tras este período de entrenamiento, a partir de febrero de 1944, la División Handschar, junto con otras dos divisiones de las SS, la 23.ª División de Montaña SS Kama y la 21.ª División de Montaña SS Skanderbeg, es destinada a la lucha antipartisana, concretamente a diversas operaciones contra los partisanos comunistas yugoslavos liderados por Tito.

### Retirada y disolución
La retirada alemana de los Balcanes, producida a lo largo de octubre y noviembre de 1944, acelera la descomposición de la División Handschar, al hacerse evidente el resultado final de la guerra y desaparecer el apoyo de la Wehrmacht, crucial para enfrentarse con éxito a los partisanos y al Ejército Rojo. Así, en noviembre de 1944 la División Handschar estaba prácticamente en desbandada, aunque unos pocos integrantes de la unidad siguieron combatiendo como unidad articulada hasta el 8 de mayo de 1945, momento en que se rinden en Austria ante las tropas británicas, en los últimos días de la Segunda Guerra Mundial en Europa, con Adolf Hitler muerto y el Ejército Rojo tomando el Reichstag en Berlín.

## Condecorados
En total, cuatro componentes de la unidad recibieron la Cruz de Caballero de la Cruz de Hierro.

## Estructura

### Comandantes
- SS-Oberführer Herbert von Obwurzer (1 de abril de 1943 a 9 de agosto de 1943)
- SS-Gruppenführer Karl-Gustav Sauberzweig (9 de agosto de 1943 a junio de 1944)
- SS-Brigadeführer Desiderius Hampel (junio de 1944 a 8 de mayo de 1945)